# 黑蜧
黑蜧，亦稱蜦、陰蜧、隂蜧、神蜧，或簡稱蜧，是中國傳說中的黑色神蛇，能興雲布雨。

## 典故
黑蜧出現於《淮南子·齊俗訓》，書中提到「犧牛粹毛，宜於廟牲。其於以致雨，不若黑蜧。」高誘注解指黑蜧是「蛇神也」，平時潛藏在深淵之中，能興雲布雨。南朝梁時《玉篇》亦指蜧是「神蛇也」。

## 文學作品
- 西晉張協《雜詩十首》其十：「黑蜧躍重淵，商羊舞野庭。」
- 東晉郭璞《江賦》：「神蜧蝹蜦以沈遊。」
- 唐代柳宗元《祈晴文》：「誅黑蜧，抶隂蜧。」
- 清代錢謙益《苦雨嘆》：「羲和望舒停轡御，商羊黑蜧肆鱗爪。」

## 備註
1. ↑  .   [2011-11-11]. （原始内容存档于2010-12-25）.